# Henry Sims
Henry Sims (Baltimore, Maryland, 27 de marzo de 1990) es un jugador de baloncesto estadounidense que se encuentra en el Ohud Medina de la Premier League Saudí. Con 2,08 metros de altura, juega en la posición de pívot.

## Trayectoria deportiva

### Universidad
Jugó durante cuatro temporadas con los Hoyas de la Universidad de Georgetown, en las que promedió 4,9 puntos, 3,2 rebotes y 1,4 asistencias por partido. En su última temporada fue incluido en el tercer mejor quinteto de la Big East Conference tras mejorar sus estadísticas hasta los 11,6 puntos y 6,0 rebotes por encuentro.

### Profesional
Tras no ser elegido en el Draft de la NBA de 2012, fichó por los New York Knicks, pero fue finalmente descartado antes del comienzo de la liga. Fichó poco después por los Erie BayHawks de la NBA D-League, donde jugó una temporada en la que promedió 16,4 puntos y 8,7 rebotes por partido, ganándose la elección para disputar el All-Star Game.
En marzo de 2013 fichó por diez días con los New Orleans Hornets de la NBA, con los que únicamente disputó dos partidos, consiguiendo cuatro puntos. Antes del término de la temporada, fichó por los Petron Blaze Boosters de la liga filipina, donde jugó seis partidos en los que promedió 22,8 puntos y 15,6 rebotes.
En septiembre de 2013 fichó por los Cleveland Cavaliers.
En julio de 2020, tras abandonar las filas del Fortitudo Bologna, se compromete con el Incheon ET Land Elephants de la Liga de baloncesto de Corea.
El 14 de febrero de 2021, firma por el Pallacanestro Reggiana de la Lega Basket Serie A italiana.
El 24 de julio de 2021, firma por el De' Longhi Treviso de la Lega Basket Serie A.
El 9 de mayo de 2023, reforzó al equipo de Broncos de Caracas de la Superliga Profesional de Baloncesto de Venezuela.
[actualizar]

## Estadísticas de su carrera en la NBA

### Temporada regular
| Año     | Equipo       | PJ  | PT | MPP  | %TC  | %3P  | %TL  | RPP | APP  | ROB  | TPP  | PPP  |
| ------- | ------------ | --- | -- | ---- | ---- | ---- | ---- | --- | ---- | ---- | ---- | ---- |
| 2012-13 | New Orleans  | 2   | 0  | 2.5  | .667 | .000 | .000 | 1.0 | .000 | .000 | .000 | 2.0  |
| 2013-14 | Cleveland    | 20  | 0  | 8.4  | .400 | .000 | .571 | 2.8 | .3   | .3   | .4   | 2.2  |
| 2013-14 | Philadelphia | 26  | 25 | 27.2 | .489 | .000 | .766 | 7.0 | 1.8  | .9   | .5   | 11.8 |
| 2014-15 | Philadelphia | 73  | 32 | 19.2 | .474 | .182 | .774 | 4.9 | 1.1  | .5   | .4   | 8.0  |
| 2015-16 | Brooklyn     | 14  | 4  | 18.8 | .429 | .000 | .833 | 5.1 | .6   | .6   | 1.0  | 6.5  |
| Total   | Total        | 135 | 61 | 18.8 | .471 | .174 | .767 | 5.0 | 1.0  | .6   | .5   | 7.6  |